# إيرل بون
إيرل بون (بالإنجليزية: Earl Boen)‏ ممثل أمريكي من مواليد 8 أغسطس 1941م.

## مواقع خارجية
- إيرل بون على موقع IMDb (الإنجليزية)
- إيرل بون على موقع ألو سيني (الفرنسية)
- إيرل بون على موقع أول موفي (الإنجليزية)
- إيرل بون على موقع قاعدة بيانات الأفلام السويدية (السويدية)
- إيرل بون على موقع إن إن دي بي (الإنجليزية)
- إيرل بون على موقع قاعدة بيانات الفيلم (الإنجليزية)
- إيرل بون على موقع كينوبويسك (الروسية)